# Mesolasma fosteri
Mesolasma fosteri är en kräftdjursart som först beskrevs av Newman och Ross 1971.  Mesolasma fosteri ingår i släktet Mesolasma och familjen Bathylasmatidae. Inga underarter finns listade i Catalogue of Life.